# Franz von Bayros
Marchese Franz von Bayros, noto anche con lo pseudonimo di Choisy Le Conin (Zagabria, 28 maggio 1866 – Vienna, 3 aprile 1924), è stato un artista, illustratore e pittore austriaco.
Noto per la sua raccolta di immagini Erzählungen am Toilettentische (lett. "Racconti alla toeletta"), Von Bayros apparteneva al movimento decadentista dell'arte, le sue opere trattavano spesso temi erotici e fantastici, con uno stile decorativo che rimanda all'Art Nouveau.

## Biografia
Von Bayros nasce nel 1866 a Zagabria, oggi in Croazia. All'età di 17 anni supera l'esame di ammissione per l'Accademia di belle arti di Vienna, la quale, molti anni più tardi, accoglierà come allievo Egon Schiele.
Von Bayros si mescola ben presto all'alta società austriaca ed entra a far parte della cerchia di amici di Johann Strauss. Nel 1896 sposa Alice Katharina Maria Elisabeth, figliastra del compositore. L'anno successivo, von Bayros si trasferisce a Monaco di Baviera, dove, nel 1904, l'artista espone la sua prima mostra, con grande successo.
Dal 1904 fino al 1908, von Bayros si reca a Parigi e in Italia per i suoi studi. Tornato a Vienna, si sente come un estraneo. Lo scoppio della prima guerra mondiale si conferma come l'ennesima battuta d'arresto per von Bayros.
L'artista muore a Vienna il 3 aprile 1924, a causa di un'emorragia cerebrale.